# Strawberry Arena
Nationalarenan, znany również pod komercyjną nazwą Strawberry Arena (do 2024 Friends Arena) – stadion narodowy Szwecji, mieszczący się w Solnie (na północ od centrum Sztokholmu). Na obiekcie występuje reprezentacja Szwecji w piłce nożnej oraz grający w Allsvenskan klub AIK Fotboll. Obie drużyny przeprowadziły się z Råsundastadion. Mieści 65 tysięcy widzów podczas koncertów i 50 tysięcy na mecze piłkarskie, ale stadion może być przystosowany do mniejszych uroczystości i imprez. Jest największym tego typu obiektem w całej Skandynawii.

## Historia
Plany stworzenia nowego stadionu w Solnie pod Sztokholmem pojawiły się w 2004 roku. 1 kwietnia 2006 Szwedzki Związek Piłki Nożnej podjął decyzję o zbudowaniu nowego obiektu w Solnie. W mieście zlokalizowany był stary stadion narodowy Råsundastadion, który postanowiono zburzyć. Råsunda miała zostać pierwszym w historii zburzonym stadionem, który gościł Mistrzostwa świata w piłce nożnej. Początkowo obiekt kosztować miał w przybliżeniu od 1,9 do 2,3 miliarda koron szwedzkich.
Swedbank w 2009 wykupił prawo do nazwy stadionu za około 153 miliony koron (mniej więcej 20,5 miliona euro), umowa obowiązuje do 2023. Nazwa obiektu od tamtego czasu brzmiała Swedbank Arena, jednak 28 marca 2012 bank ogłosił zmianę nazwy na Friends Arena, która swój pierwszy człon zawdzięcza wspieranej przez bank organizacji non-profit, zwalczającej przemoc w szkołach. W 2024 obiekt przemianowano na Strawberry Arena po wykupieniu prawa do nazwy stadionu przez norweską firmę Strawberry.

## Konstrukcja

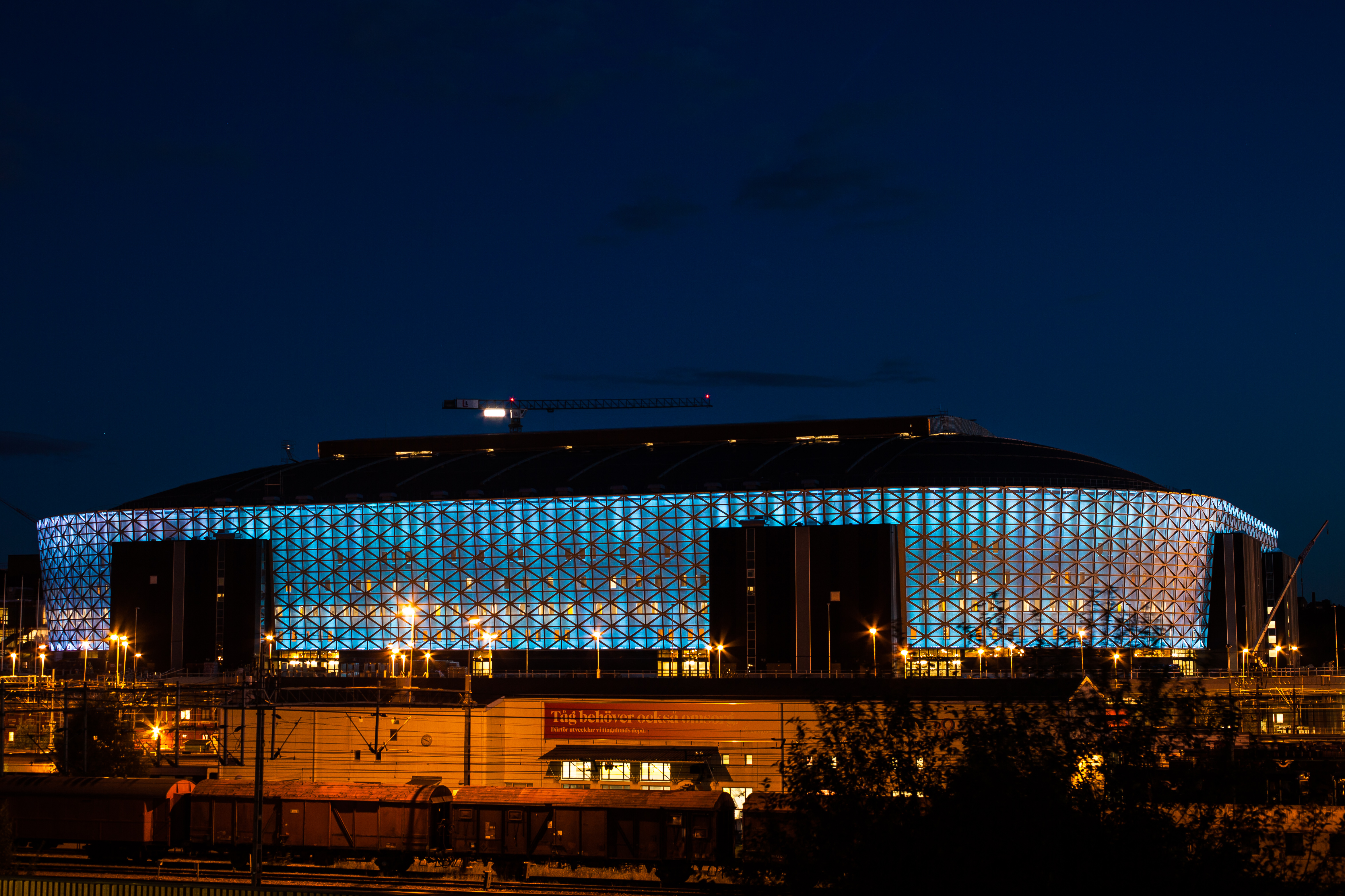
Podświetlony stadion

Strawberry Arena posiada rozsuwany dach, niezbędny do organizacji imprez i rozgrywania meczów w okresie zimowym. Na fasadzie stadionu wyświetlić można nawet 17 milionów kolorów, np. podczas meczów reprezentacji Szwecji wyświetlony jest niebiesko-żółty wzór. Obiekt w skali UEFA jest kategorii 4. W środku stadionu pod dachem zamieszczone są 647 LED-owe ekrany, umożliwiające widzom oglądanie choćby powtórek podczas meczów.

## Wydarzenia

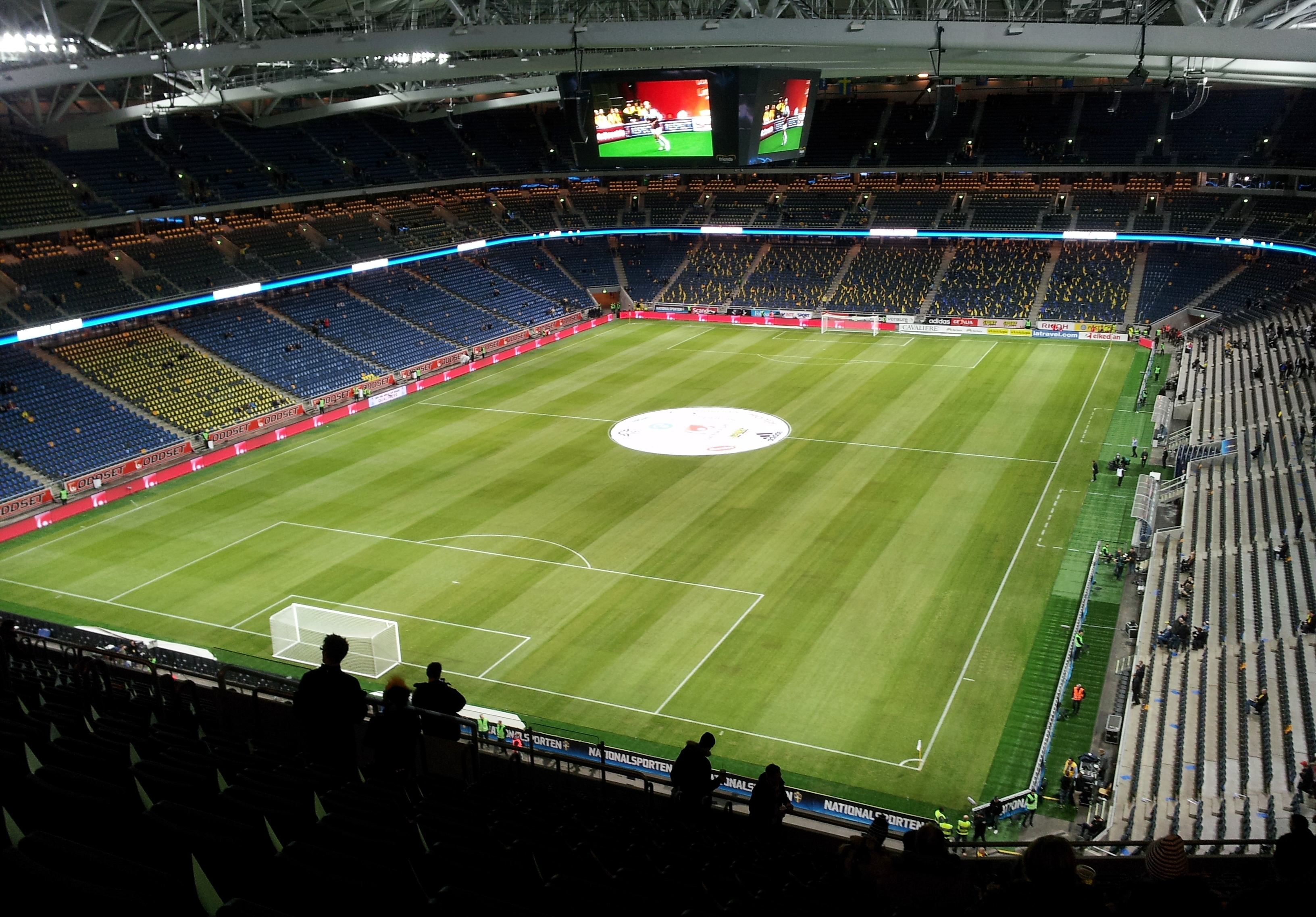
Strawberry Arena od wewnątrz

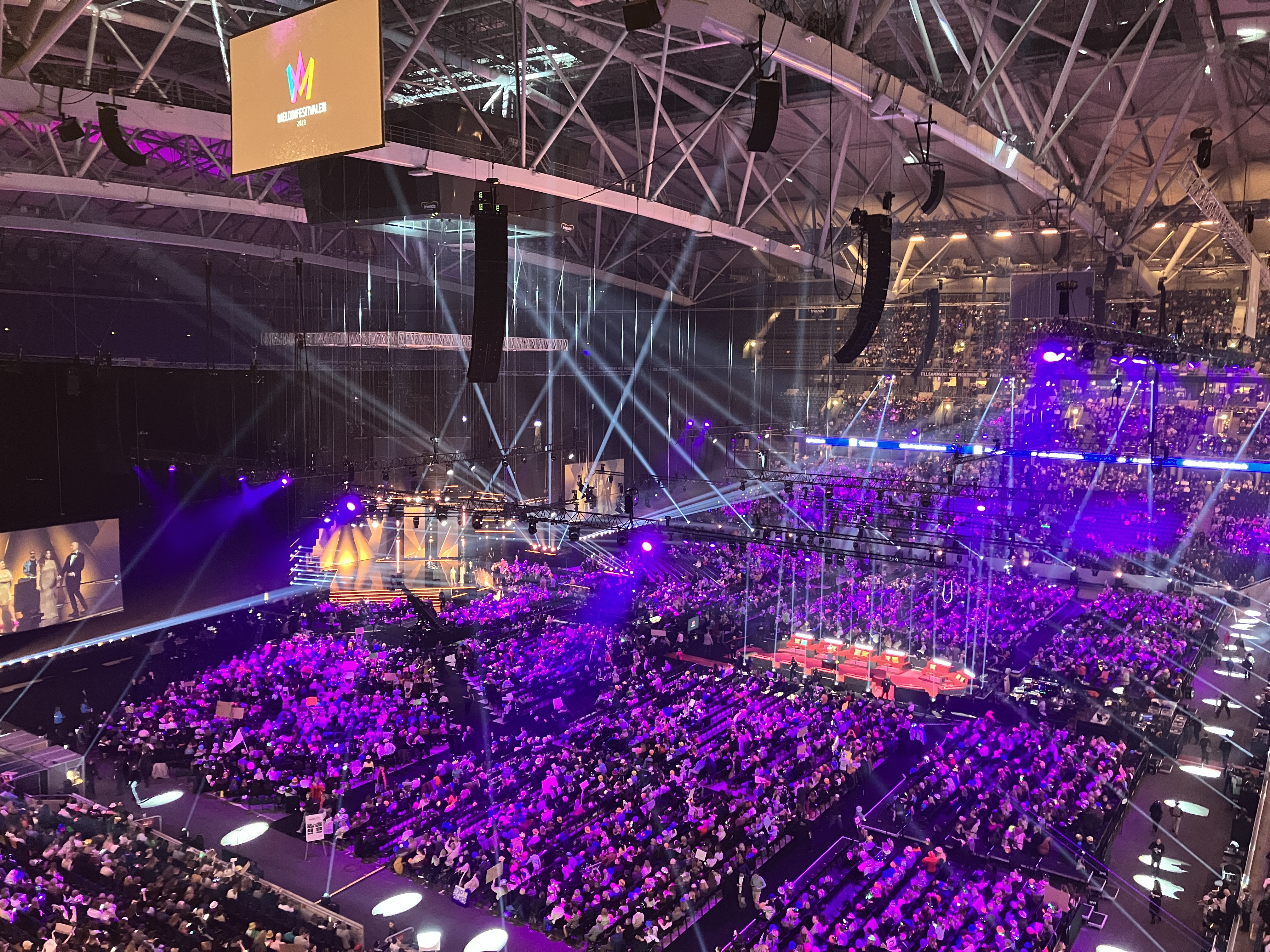
Wnętrze Friends Arena podczas finału Melodifestivalen 2023

Księżniczka Wiktoria zadeklarowała swoje uczestnictwo w ceremonii otwarcia stadionu. Same show, które odbyło się 27 października 2012, nazwane zostało Svenska Ögonblick („Czas na Szwecję”). Gwiazdy, takie jak m.in.: Agnes, The Hives, Icona Pop, First Aid Kit i Roxette wystąpiły przed 46-tysięczną widownią. Z kolei w stacji SVT1 widowisko obejrzało 1,7 miliona telewidzów.
Zespół Swedish House Mafia w listopadzie 2012 na Friends Arena rozegrał trzy koncerty, które zostały bardzo korzystnie odebrane przez widzów, na wszystkie bilety zostały wyprzedane, a łącznie na obiekcie pojawiło się 115 tysięcy fanów.
14 listopada tego samego roku obiekt gościł pierwszy mecz piłkarski. Pierwszego gola na Friends Arenie strzelił Zlatan Ibrahimović, a Szwecja wygrała z Anglikami 4-2. Mecz obejrzany został na żywo przez 49 967 widzów, co jest aktualnym rekordem.
Szwedzkie bandy również zaliczyły na stadionie rekord, bowiem finał Mistrzostw Szwecji w tej dyscyplinie pomiędzy Hammarby IF i Sandvikens AIK oglądało na obiekcie z zamkniętym dachem 38 474 widzów.
Innym rekordem pobitym na Friends Arenie był mecz Allsvenskan pomiędzy AIK Fotboll w meczu z Syrianską FC (mecz zakończył się bezbramkowym remisem), w którym AIK pobił swój klubowy rekord frekwencji, na trybunach zasiadło 43 463 kibiców.
Od 2013 tradycyjnie stadion gości finał Melodifestivalen, a w 2017 roku był areną finału Ligi Europy UEFA.
W 2019 roku na stadionie odbył się koncert upamiętniający zmarłego rok wcześniej szwedzkiego DJ-a Aviciiego, który na żywo oglądało około 50 000 osób z całego świata. 